# 莰烷
莰烷，又称菠烷，是一种与降莰烷紧密相关的化合物，系统命名为(1S,4S)-1,7,7-三甲基双环[2.2.1]庚烷。